# 鷲見三郎
鷲見 三郎（すみ さぶろう、1902年（明治35年）7月27日 - 1984年（昭和59年）11月26日）は、日本のヴァイオリン指導者、指揮者。
千住真理子、佐藤陽子、澤和樹らを育て「日本の著名ヴァイオリニストのほとんどが鷲見の門下生」といわれるほど、傑出したヴァイオリン指導者として日本の音楽界をリードしてきた。

## 経歴
現在の鳥取県米子市尾高町の茶商の家に生まれた。父房太郎は1872年（明治5年）の生まれ、母いわと1896年（明治29年）に結婚して茶商を開業した。「武士の商法」で金もうけは得意でなく、暮らしは豊かでなかったが、信仰の厚い母は子供たちを聖公会の幼稚園に行かせ、日曜の聖日礼拝を欠かさなかった。
1924年に上京し、ヴァイオリンを多久寅に師事した。1925年、日本交響楽協会管弦楽団に入団し、1926年、新交響楽団の第一ヴァイオリン奏者となった。この間、ヨゼフ・ケーニヒ、シェフェルブラット、レオニード・クロイツァーに師事した。1935年から自由学園でヴァイオリン指導に当たる。1945年以降、日本音楽コンクール及び全日本学生音楽コンクールの審査員を務めた。1946年、国立音楽大学で指導を始めた。 1948年、桐朋学園付属「子供のための音楽教室」の創立に参加した。1951年に日本交響楽団（前・新交響楽団）を退団して教育者として専念する。また、門下生と「アンサンブル・フォンテーヌ」を組織し、指揮者として日本各地で公演、レコーディングを行った。1952年、桐朋女子高等学校音楽科発足以来、同校で指導する。また、1955年、相愛学園での指導も始めた。1961年、桐朋学園大学の教授となる。ロン＝ティボー、パガニーニ、チャイコフスキー、カール・フレッシュなどの国際コンクールから審査員、オブザーバーとして招聘された。1978年、下記勲章を受章したが、1984年11月26日、東京で死去、米子市聖交会墓地に葬られた。

## 国際コンクールでの審査歴
- ロン＝ティボー国際コンクール：1961年,1963年,1965年,1967年,1969年
- パガニーニ国際ヴァイオリン・コンクール:1962年,1964年,1965年,1968年,1971年,1972年,1974年

## 栄典
- 1978年（昭和53年）11月:勲四等旭日小綬章

## 出演番組
- バイオリンのおけいこ（NHK教育）

## 家族・親族

### 鷲見家
（鳥取県米子市尾高町、東京都、武家家伝＿鷲見氏）
鷲見家はもと美濃国山縣郡高富村（現在の岐阜県山県市高富）の地侍（国人）であったが、鼻祖五郎兵衛が池田恒興に仕え、以後代々池田氏 の家臣として、姫路から岡山へと従った。
五郎兵衛の孫にあたる彦右衛門は藩祖光仲の家臣で光仲が備前から因幡へ国替えになったのに従って鳥取に来たが、米子城警固の役目である“米子組士”に命ぜられ、作事奉行の役を仰せつかって米子に移住した。その後、子孫は普請奉行、破損奉行、あるいは御天守御道具奉行など米子城の保守にかかわる任務を勤めた者が多かった。
幕末8代左平太のとき、弟正人は分家して一家を構えた。そして正人の嫡男房太郎は森いわを妻に迎え、7人の子をもうけた。森家は内町の河口神社の神官の家柄であったが、いわは聖公会を信仰する開明的な婦人で、子供たちを聖公会の経営する良善幼稚園に通わせた。
鷲見家では夜になると、歌をうたったり、合奏したりして賑やかであった。男兄弟はみな音楽が好きで、長じて音楽を生涯の伴侶とした。わけても三郎は、バイオリンの優れた指導者として多くのバイオリニストを育てた。
- 長男・健彰（桐朋学園大学音楽学部名誉教授）
- 二男・康郎
- 孫の鷲見恵理子、弟の鷲見四郎は同じくバイオリニストである。末弟の鷲見五郎はピアニストとなった。

```
　　　　　┏太郎左衛門　　　　　　
五郎兵衛━┫　　　　　　　　　　　　　　　　　　　　　　　　　　　　　　　　　　　　　　┏左平太
　　　　　┗与三右衛門━彦右衛門━中左衛門━利藤次━彦右衛門━五郎左衛門━連兵衛━孫兵衛┫
　　　　　　　　　　　　　　　　　　　　　　　　　　　　　　　　　　　　　　　　　　　　┗正人━┓
　　　　　　　　　　　　　　　　　　　　　　　　　　　　　　　　　　　　　　　　　　　　　　　　┃
　┏━━━━━━━━━━━━━━━━━━━━━━━━━━━━━━━━━━━━━━━━━━━━━━┛
　┃
　┃　　　　　　　　┏孟
　┃　　　　　　　　┃
　┃　　　　　　　　┣二郎
　┃　　┏栄太郎　　┃　　　　┏健彰━━恵理子
　┗━━┫　　　　　┣三郎━━╋玲子
　　　　┗房太郎　　┃　　　　┗康郎
　　　　　　┣━━━╋愛子
　　　　　いわ　　　┃
　　　　　　　　　　┣求
　　　　　　　　　　┃
　　　　　　　　　　┣四郎
　　　　　　　　　　┃
　　　　　　　　　　┗五郎

```

## 関連人物
- 多久寅
- さだまさし
- 千住真理子
- 佐藤陽子
- 澤和樹